# Seznam montréalských biskupů a arcibiskupů

## Biskupové montréalští
- Jean-Jacques Lartigue PSS, 1836–1840
- Ignace Bourget, 1840–1876
- Édouard-Charles Fabre, 1876–1886

## Arcibiskupové montréalští (od 1886)
- Édouard-Charles Fabre, 1886–1896
- Paul Bruchési, 1897–1939
- George Gauthier, 1939–1940
- Joseph Charbonneau, 1940–1950
- Kardinál Paul-Émile Léger PSS, 1950–1968
- Kardinál Paul Grégoire, 1968–1990
- Kardinál Jean-Claude Turcotte, 1990–2012
- Christian Lépine, od 2012